# Louis Ralph
Louis Ralph (eigentlich Ludwig Josef Musik; * 17. August 1878 in Graz; † 16. September 1952 in Berlin) war ein österreichischer Schauspieler, Drehbuchautor und Filmregisseur.

## Leben
Der Maurersohn absolvierte 15-jährig eine Ausbildung zum Schauspieler und trat ab 1894 als „Ludwig Musique“ an verschiedenen Schmierentheatern auf, darunter 1896 in Ehrenhausen und 1897 in Hartberg. Sein erstes Festengagement erhielt er am Stadttheater von Reichenberg.
Mit der Schauspielertruppe Franz Jauners unternahm er vor der Jahrhundertwende eine Tournee durch Russland. Mit einem englischen Ensemble gelangte er etwas später nach Indien, Japan und China. 1909 gab er an der Seite von Hansi Niese erstmals ein Gastspiel in Berlin, und schon ein Jahr darauf agierte er wieder in Berlin als Hauptdarsteller des Wiener Kunsttheaters.
Er trat ein Engagement an Victor Barnowskys Kleinem Theater an und kam 1911 zu seinem ersten Filmeinsatz in Der fremde Vogel, wo er Asta Nielsen zur Partnerin hatte. Ralph wurde zu einem bekannten Darsteller im Bereich des Abenteuer- und Kriminalfilms, insbesondere in einer Filmreihe um den Verbrecherkönig Lepain, die er selbst inszenierte.
Im Oktober 1922 gründete er die Louis Ralph Musik Film AG (1922–1928), bei der er Vorstand und Aktionär war. Als Regisseur verklärte er 1926 in Unsere Emden das Schicksal des deutschen Kreuzers Emden. Ralph war in diesem Film auch Hauptdarsteller in der Rolle des Kapitäns Karl von Müller. 1932 brachte er unter dem Titel Kreuzer Emden eine Tonfilmfassung und 1934 unter dem Titel Heldentum und Todeskampf unserer Emden eine besonders propagandistische Neufassung heraus. Als Schauspieler hatte Ralph in den letzten Jahren nur noch winzige Auftritte und verdiente sich seinen Lebensunterhalt als Privatsekretär.

## Filmografie
- 1911: Der fremde Vogel
- 1912: Die Dame in Schwarz
- 1913: Der Film von der Königin Luise
- 1913: Das Teufelsloch
- 1913: Der Herr der Welt
- 1914: Das Geschenk des Inders (auch Regie)
- 1915: Passionels Tagebuch (auch Regie und Produktion)
- 1917: Fred Roll
- 1918: Don Juans letztes Abenteuer
- 1919: Die Vila der Narenta
- 1919: Der Schatzgräber von Blagaj
- 1920: Lepain (mehrere Folgen, auch Regie)
- 1920: Die Geheimnisse von London
- 1920: Das vierte Gebot (auch Drehbuch)
- 1920: Glanz und Elend der Kurtisanen
- 1921: Die Abenteuer eines Ermordeten (auch Regie)
- 1921: Die goldene Pest (auch Regie)
- 1921: Lady Hamilton
- 1922: Das Logierhaus für Gentleman (auch Regie)
- 1922: Die letzte Maske
- 1923: Die grüne Manuela
- 1923: Die Liebe einer Königin
- 1923: Das unbekannte Morgen
- 1923: Der Mitternachtszug
- 1924: Orient
- 1924: Die Stimme des Herzens
- 1924: Tragödie im Hause Habsburg
- 1925: Der Demütige und die Sängerin
- 1925: Elegantes Pack
- 1926: Unsere Emden (auch Regie)
- 1926: Die Flucht in den Zirkus
- 1927: Der Geisterzug
- 1927: Das Mädchen aus Frisco
- 1927: Die letzte Nacht (The Queen Was in the Parlour)
- 1927: Stolzenfels am Rhein
- 1928: Flucht vor Blond (nur Regie und Drehbuch)
- 1928: Alraune
- 1928: Casanovas Erbe
- 1928: Flucht aus der Hölle
- 1928: Frau Sorge
- 1928: Die kleine Sklavin
- 1928: Spione
- 1929: Flucht in die Fremdenlegion (auch Idee und Regie)
- 1930: Cyankali
- 1930: Gaukler (Les saltimbanques)
- 1931: Der brave Sünder
- 1931: Das gelbe Haus des King-Fu
- 1931: Mary
- 1931: Der Weg nach Rio
- 1932: Der Feldherrnhügel
- 1932: Kreuzer Emden (auch Regie und Drehbuch)
- 1933: Höllentempo (nur Regie)
- 1934: Heldentum und Todeskampf unserer Emden (auch Regie und Drehbuch)
- 1934: Mein Herz ruft nach dir
- 1934: Lockvogel
- 1934: So endete eine Liebe
- 1935: Artisten
- 1935: Petersburger Nächte. Walzer an der Newa
- 1936: Aufmachen, Kriminalpolizei
- 1936: Fridericus
- 1937: Manege
- 1938: Der Fall Deruga
- 1939: Sergeant Berry
- 1939: Kongo-Express
- 1940: Verwandte sind auch Menschen
- 1940: Bal paré
- 1941: Der Weg ins Freie
- 1941: Ohm Krüger
- 1942: Die goldene Stadt
- 1942: Die Sache mit Styx
- 1942: Diesel
- 1943: Immensee
- 1943: Lache Bajazzo (und ital. Vers.: I pagliacci)
- 1943/47: Jugendliebe
- 1944: Melusine
- 1944/50: Die Kreuzlschreiber